# Набор в отряд космонавтов Роскосмоса 1997 года
Набор в отряд космонавтов Роскосмоса 1997 года — набор космонавтов, проводившийся Российским авиационно-космическим агентством в период с 1995 по 1997 год в отряд космонавтов ФГБУ «ЦПК ВВС» (12-й набор), отряд космонавтов РКК «Энергия» (14-й набор) и группу космонавтов ГКНПЦ им. Хруничева.
Тринадцать космонавтов набора 1997 года (с учётом дополнительных зачислений в 1998—1999 годах) совершили космические полёты, три кандидата были отчислены по различным причинам.

## История набора

### 12-й набор в отряд космонавтов ЦПК ВВС
После распада СССР это был первый набор отряд космонавтов ВВС ЦПК. В феврале 1995 года в воинские части ВВС начали поступать разнарядки на отправку в Центр подготовки космонавтов имени Ю. А. Гагарина офицеров для прохождения конкурса в отряд космонавтов. В 1997 году отбор прошли 320 лётчиков.
28 июля 1997 года на заседании Государственной межведомственной комиссии к зачислению в отряд космонавтов ЦПК ВВС были рекомендованы военные лётчики Константин Вальков, Сергей Волков, Дмитрий Кондратьев, Юрий Лончаков, Олег Мошкин, Роман Романенко, Александр Скворцов, Максим Сураев и Валерий Токарев. Восемь человек были новичками, Валерий Токарев уже имел квалификацию космонавта-испытателя с 1991 года и входил в группу ГК НИИ ВВС, которая была создана 7 августа 1987 года для работы по программе «Буран», но расформирована в октябре 1996 года.
Особенностью набора 1997 года явилось зарождение «космических династий». Три кандидата в космонавты этого набора были сыновьями космонавтов. У Романа Романенко и Сергея Волкова отцы совершили космический полёт, а отец Александра Скворцова был слушателем-космонавтом отряда ГК ВВС набора 1965 года, но не смог полететь в космос по медицинским показателям.
Военные лётчики Александр Скворцов и Максим Сураев были зачислены кандидатами в космонавты-испытатели отряда ЦПК ВВС в июне 1997 года, Константин Вальков, Сергей Волков, Дмитрий Кондратьев, Олег Мошкин и Роман Романенко — 26 декабря 1997 года, а Юрий Лончаков — 24 июня 1998 года, после окончания ВВИА имени Н. Е. Жуковского. Валерий Токарев был зачислен в отряд космонавтов РГНИИ ЦПК на должность космонавта-испытателя 16 сентября 1997 года.
В январе 1998 года восемь новых кандидатов в космонавты приступили к общекосмической подготовке. 1 декабря 1999 года, после успешного прохождения общекосмической подготовки и сдачи Государственного экзамена, решением Межведомственной комиссии семерым кандидатам была присвоена квалификация космонавта-испытателя. Олег Мошкин, отставший от своей группы, не в полной мере выполнивший программу общекосмической подготовки и на госэкзамене получивший оценку «удовлетворительно», квалификацию «космонавт-испытатель» не получил. В марте 2002 года он был исключён из списка личного состава отряда космонавтов.
15 сентября 1997 года дополнительно в группу отряда ЦПК ВВС этого набора был зачислен кандидатом в космонавты Юрий Батурин, который ранее работал помощником Президента РФ Б. Н. Ельцина. С октября 1997 года по февраль 1998 года он прошёл ускоренную общекосмическую подготовку в ЦПК имени Ю. А. Гагарина и 17 февраля ему была присвоена квалификация космонавта-исследователя, а 30 апреля 1998 года он был назначен на должность космонавта-исследователя отряда космонавтов ЦПК.
2 сентября 1998 года в эту же группу отряда ЦПК ВВС был зачислен космонавт-испытатель Юрий Шаргин (набор в отряд Главного центра испытаний и управления ВКС 1996 года), в связи с ликвидацией группы космонавтов Военно-космических сил и затем группы космонавтов РВСН (в которую он был переведён в 1997 году).

### 14-й набор в отряд космонавтов РКК «Энергия»
Набор 1997 года был 14-м набором в истории отряда космонавтов РКК «Энергия» и третьим набором, после распада СССР, в отряд космонавтов РКК «Энергия» в Российской Федерации.
В 1996 году инженеры РКК «Энергия» Михаил Корниенко, Олег Скрипочка, Юрчихин Фёдор Николаевич прошли медицинское обследование в Институте медико-биологических проблем (ИМБП). 28 июня 1997 года мандатная комиссия предприятия рекомендовала Государственной межведомственной комиссии к зачислению в отряд космонавтов только двоих: Скрипочку и Юрчихина. Михаилу Корниенко из-за недостаточного стажа работы на предприятии пришлось ждать более полугода. 24 февраля 1998 года он был рекомендован в отряд космонавтов РКК «Энергия».
После прохождения общекосмической подготовки и сдачи Государственного экзамена 1 декабря 1999 года решением Межведомственной квалификационной комиссии всем троим была присвоена квалификация «космонавт-испытатель». 9 февраля 2000 года они были назначены на должности космонавтов-испытателей отряда космонавтов РКК «Энергия».
В январе 1999 года в эту группу РКК «Энергия» был включён Олег Кононенко, который ещё в марте 1996 года согласованным решением представителей Российского авиационно-космического агентства, РКК «Энергия» и ЦПК был отобран в качестве кандидата в космонавты от группу космонавтов ЦСКБ «Прогресс». С июня 1996 по март 1998 года прошёл курс общекосмической подготовки и после сдачи госэкзаменов 20 марта 1998 года решением Межведомственной квалификационной комиссии ему была присвоена квалификация «космонавт-испытатель».

### Группа космонавтов ГКНПЦ им. Хруничева
28 июля 1997 года решением Государственной межведомственной комиссии к зачислению в качестве кандидата в космонавты группы ГКНПЦ им. Хруничева был рекомендован Сергей Мощенко, который ещё в 1989 году, будучи инженером-конструктором КБ «Салют», прошёл медицинский отбор в ИМБП. С 16 июня 1992 года решением Государственной комиссии он был отобран в качестве кандидата в космонавты, но на подготовку до 1997 года в ЦПК не направлялся, оставаясь кандидатом. 1 декабря 1999 года по завершении общекосмической подготовки и сдачи госэкзамена ему была присвоена квалификация космонавта-испытателя. Опыта космических полётов не имел. 25 мая 2009 года он уволился из ГКНПЦ им. Хруничева и выбыл с должности космонавта по собственному желанию.

## Список космонавтов набора 1997 года
| Список космонавтов набора 1997 года                                                               | Список космонавтов набора 1997 года              | Список космонавтов набора 1997 года              | Список космонавтов набора 1997 года              | Список космонавтов набора 1997 года              | Список космонавтов набора 1997 года                                                                 | Список космонавтов набора 1997 года | Список космонавтов набора 1997 года              | Список космонавтов набора 1997 года              |
| №                                                                                                 | Фотография                                       | ФИО                                              | Дата рождения                                    | Порядковый номер                                 | Профессия и место работы до поступления в отряд                                                     | Данные о полётах | Статус или дата выхода из отряда                 |                                                  |
| Отряд космонавтов ЦПК ВВС (12-й набор, 1997 год)                                                  | Отряд космонавтов ЦПК ВВС (12-й набор, 1997 год) | Отряд космонавтов ЦПК ВВС (12-й набор, 1997 год) | Отряд космонавтов ЦПК ВВС (12-й набор, 1997 год) | Отряд космонавтов ЦПК ВВС (12-й набор, 1997 год) | Отряд космонавтов ЦПК ВВС (12-й набор, 1997 год)                                                    | Отряд космонавтов ЦПК ВВС (12-й набор, 1997 год) | Отряд космонавтов ЦПК ВВС (12-й набор, 1997 год) | Отряд космонавтов ЦПК ВВС (12-й набор, 1997 год) |
| ------------------------------------------------------------------------------------------------- | ------------------------------------------------ | ------------------------------------------------ | ------------------------------------------------ | ------------------------------------------------ | --------------------------------------------------------------------------------------------------- | --- | ------------------------------------------------ | ------------------------------------------------ |
| 1                                                                                                 |                                                  | Вальков Константин Анатольевич                   | 11 ноября 1971                                   | —                                                | ВВС РФ, лётчик                                                                                      | — | 6 июля 2012 года (по медицинским показателям)    |                                                  |
| 2                                                                                                 |                                                  | Волков Сергей Александрович                      | 1 апреля 1973                                    | 101-й космонавт СССР/России                      | ВВС РФ, лётчик                                                                                      | 08.04-24.10.2008 «Союз ТМА-12»-МКС, 07.06-22.11.2011 «Союз ТМА-02М»-МКС, 02.09.2015- 02.03.2016 «Союз ТМА-18М»-МКС                                                                           | 28 февраля 2017 года                             |                                                  |
| 3                                                                                                 |                                                  | Кондратьев Дмитрий Юрьевич                       | 25 мая 1969                                      | 108-й космонавт СССР/России                      | ВВС РФ, лётчик                                                                                      | 15.11.2010-24.05.2011 «Союз ТМА-20»-МКС | 25 июля 2012 года                                |                                                  |
| 4                                                                                                 |                                                  | Мошкин Олег Юрьевич                              | 23 апреля 1964                                   | —                                                | ВВС РФ, лётчик                                                                                      | — | 11 февраля 2002 года                             |                                                  |
| 5                                                                                                 |                                                  | Романенко Роман Юрьевич                          | 9 августа 1971                                   | 103-й космонавт СССР/России                      | ВВС РФ, лётчик                                                                                      | 27.05.-01.11.2009 «Союз ТМА-15»-МКС, 19.12.2012-14.05.2013 «Союз ТМА-07М»-МКС | 5 ноября 2014 года                               |                                                  |
| 6                                                                                                 |                                                  | Скворцов Александр Александрович                 | 6 мая 1966                                       | 105-й космонавт СССР/России                      | ПВО, лётчик                                                                                         | 02.04.-25.09.2010 «Союз ТМА-18»-МКС, 26.03-11.09.2014 «Союз ТМА-12М»-МКС, 20.07.2019-06.02.2020 «Союз МС-13»-МКС                                                                             | 30 апреля 2022 года                              |                                                  |
| 7                                                                                                 |                                                  | Сураев Максим Викторович                         | 24 мая 1972                                      | 104-й космонавт СССР/России                      | ВВС РФ, лётчик                                                                                      | 30.09.2009-11.10.2010 «Союз ТМА-16»-МКС, 28.05-10.11.2014 «Союз ТМА-13М»-МКС | 23 сентября 2016 года                            |                                                  |
| Дополнительное зачисление в отряд ВВС ЦПК из группы космонавтов ГК НИИ ВВС (1997 год).            |                                                  |                                                  |                                                  |                                                  | | |                                                  |                                                  |
| 8                                                                                                 |                                                  | Токарев Валерий Иванович                         | 29 октября 1952                                  | 91-й космонавт СССР/России                       | ВВС РФ, лётчик переведён из группы космонавтов ГК НИИ ВВС набора 1987 года                          | 27.05-06.06.1999 «Дискавери STS-96», 01.10.2005-09.04.2006 «Союз ТМА-7»-МКС | 10 июня 2008 года                                |                                                  |
| Дополнительное зачисление в отряд ЦПК ВВС (24 июня 1998 года).                                    |                                                  |                                                  |                                                  |                                                  | | |                                                  |                                                  |
| 9                                                                                                 |                                                  | Батурин Юрий Михайлович                          | 12 июня 1949                                     | 90-й космонавт СССР/России                       | Администрация Президента РФ                                                                         | 13.08-25.08.1998 «Союз ТМ-29»-«Мир»-«Союз ТМ-28», 28.04-06.05.2001 «Союз ТМ-32»-МКС | 18 мая 2009                                      |                                                  |
| 10                                                                                                |                                                  | Лончаков Юрий Валентинович                       | 4 марта 1965                                     | 94-й космонавт СССР/России                       | ВВС РФ, лётчик                                                                                      | 19.04-01.05.2001 «Индевор STS-100»-МКС, 30.10-10.11.2002 «Союз ТМА-1»-МКС, 12.10.2008-08.04.2009 «Союз ТМА-13»-МКС                                                                           | 6 сентября 2013 года                             |                                                  |
| 11                                                                                                |                                                  | Шаргин Юрий Георгиевич                           | 20 марта 1960                                    | 99-й космонавт СССР/России                       | ВКС, инженер переведён из группы ВКС РФ набора 1996 года                                            | 14.10-24.10.2004 «Союз ТМА-5»-МКС-«Союз ТМА-4» | Уволен 28 декабря 2001 года                      |                                                  |
| Отряд космонавтов РКК «Энергия» (14-й набор, 1997 год)                                            |                                                  |                                                  |                                                  |                                                  | | |                                                  |                                                  |
| 1                                                                                                 |                                                  | Скрипочка Олег Иванович                          | 24 декабря 1969                                  | 107-й космонавт СССР/России                      | РКК «Энергия», инженер                                                                              | 08.10.2010-16.03.2011 «Союз ТМА-01М»-МКС, 19.03.2016-07.09.2016 «Союз ТМА-20М»-МКС, 25.09.2019-17.04.2020 «Союз МС-15»- МКС                                                                  | 1 декабря 2021 года                              |                                                  |
| 2                                                                                                 |                                                  | Юрчихин Федор Николаевич                         | 3 января 1959                                    | 98-й космонавт СССР/России                       | РКК «Энергия», инженер                                                                              | 07-18.10.2002 STS-112 МТКК «Атлантис», 07.04.-21.10.2007 «Союз ТМА-10»-МКС, 16.06.-26.11.2010 «Союз ТМА-19»-МКС, 29.05-11.11.2013 «Союз ТМА-09М»-МКС, 20.04.2017-03.09.2017 «Союз МС-04»-МКС | 13 декабря 2019 года                             |                                                  |
| Дополнительное зачисление в отряд РКК «Энергия» (1998 год).                                       |                                                  |                                                  |                                                  |                                                  | | |                                                  |                                                  |
| 3                                                                                                 |                                                  | Корниенко Михаил Борисович                       | 15 апреля 1960                                   | 106-й космонавт СССР/России                      | РКК Энергия, инженер                                                                                | 02.04-25.09.2010 «Союз ТМА-18»-МКС, 27.03.2015-02.03.2016 «Союз ТМА-16М»-МКС-«Союз ТМА-18М»                                                                                                  | 30 ноября 2017 года                              |                                                  |
| Дополнительное зачисление в отряд РКК «Энергия» из группы космонавтов ЦСКБ «Прогресс» (1999 год). |                                                  |                                                  |                                                  |                                                  | | |                                                  |                                                  |
| 4                                                                                                 |                                                  | Кононенко Олег Дмитриевич                        | 21 июня 1964                                     | 102-й космонавт СССР/России                      | ЦСКБ, ведущий инженер-конструктор, переведён из группы космонавтов ЦСКБ «Прогресс» набора 1996 года | 08.04-24.10.2008 «Союз ТМА-12»-МКС, 21.12.2011-01.01.2012 «Союз ТМА-03М»-МКС, 23.06-11.12.2015 «Союз ТМА-17М»-МКС, 03.12.2018-25.06.2019 «Союз МС-11»-МКС, 15.09.2023 «Союз МС-24»-МКС-      | действующий космонавт                            |                                                  |
| Группа космонавтов ГКНПЦ им. Хруничева (1997 год)                                                 |                                                  |                                                  |                                                  |                                                  | | |                                                  |                                                  |
| 1                                                                                                 |                                                  | Мощенко Сергей Иванович                          | 12 января 1954                                   | —                                                | КБ «Салют», ГКНПЦ им. Хруничева, инженер-конструктор                                                | — | 25 мая 2009 года (по собственному желанию)       |                                                  |